# Osmia subtersa
Osmia subtersa är en biart som beskrevs av Cockerell 1930. Osmia subtersa ingår i släktet murarbin, och familjen buksamlarbin. Inga underarter finns listade i Catalogue of Life.